# Luna Park (Buenos Aires)
Pour les articles homonymes, voir Luna Park.

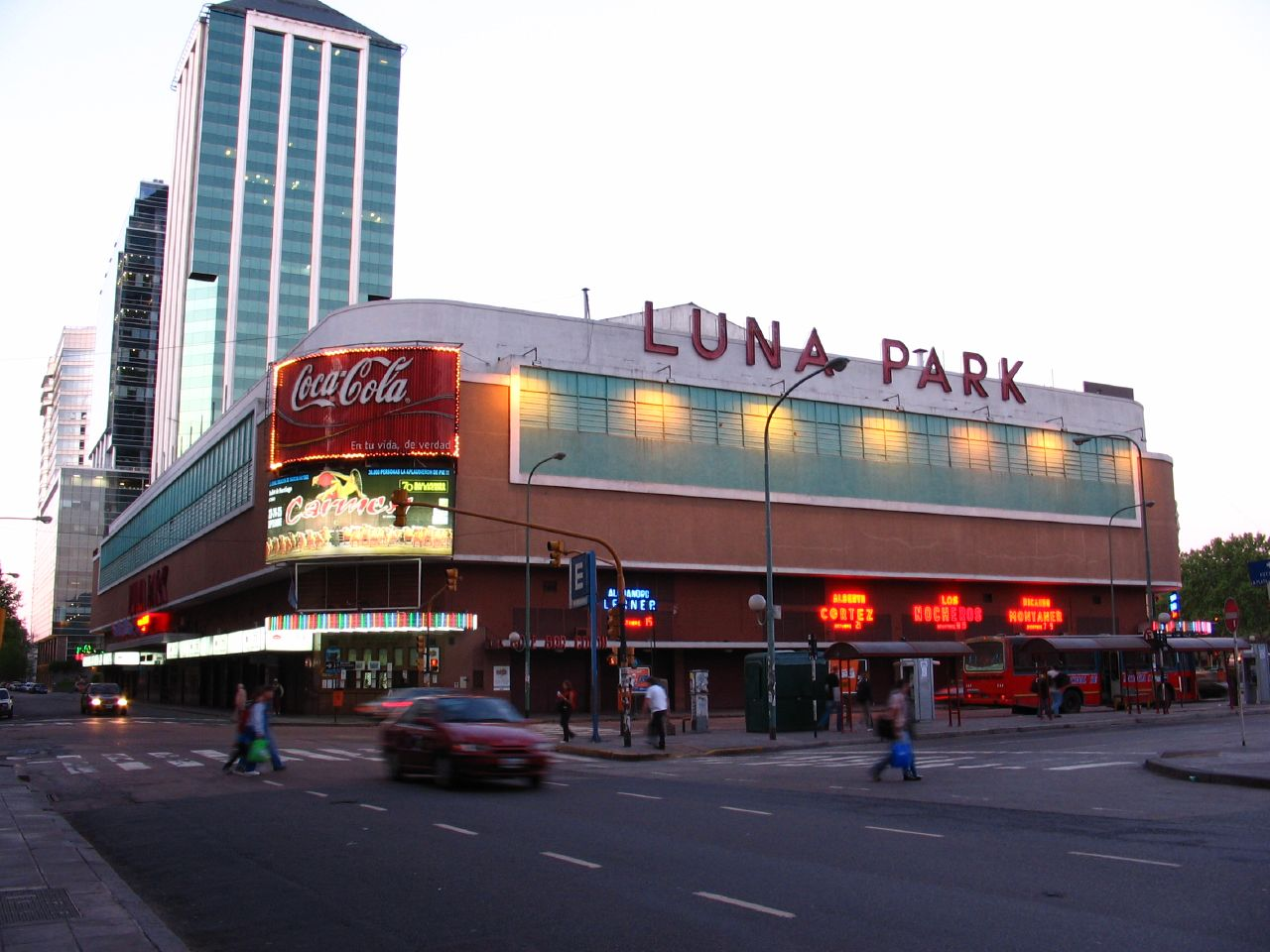
Le Luna Park de Buenos Aires

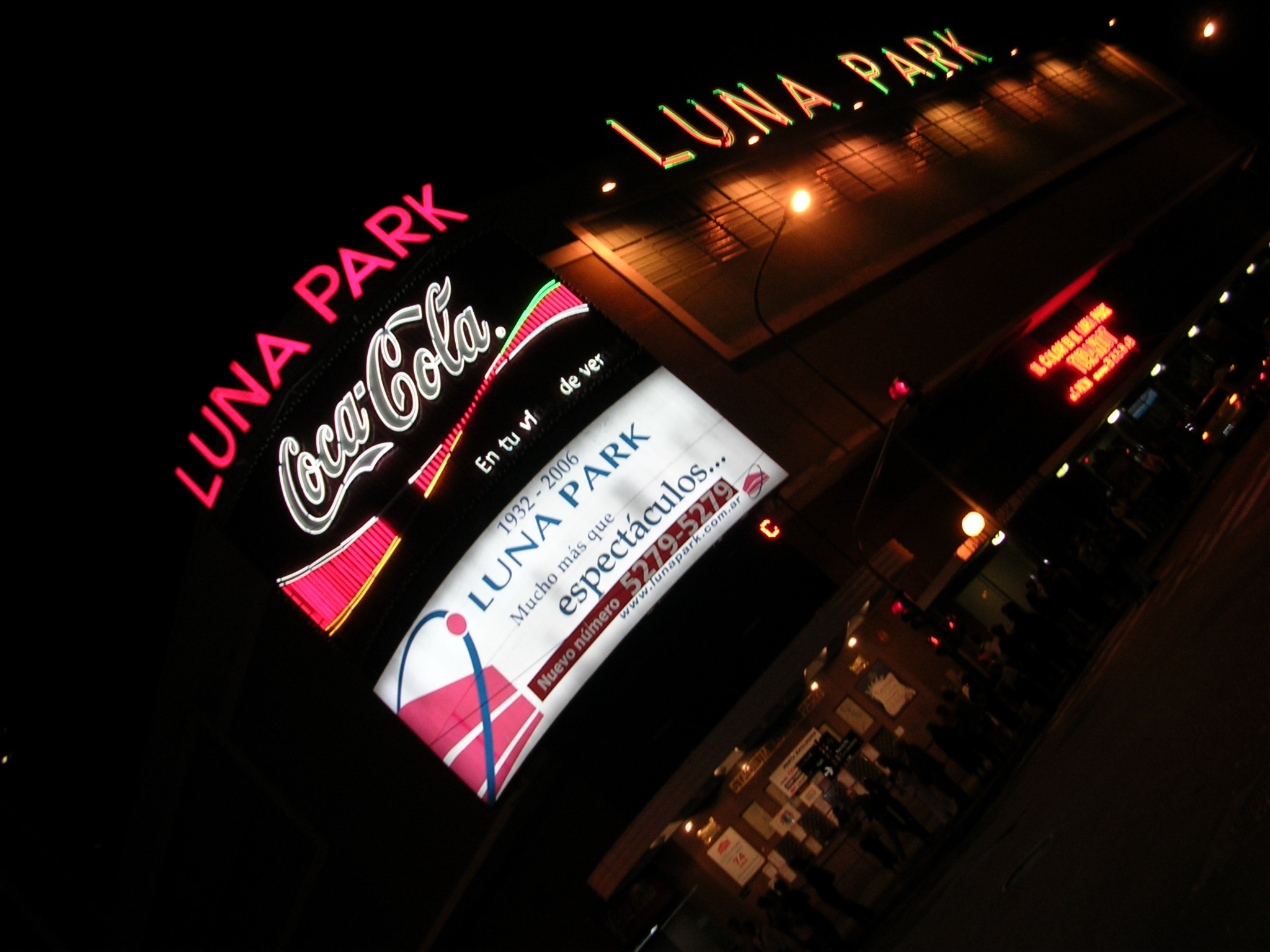
Le Luna Park la nuit

Le Luna Park de Buenos Aires en Argentine est une salle couverte d'une capacité de 8 000 places où se déroulent une série d'activités artistiques sportives et même politiques ou privées.
Un de ses noms est aussi le Palacio de los Deportes (Palais des sports, en français), car il fut fondamentalement un lieu où se passaient les combats de boxe. 
Il est situé dans le quartier (ou barrio) de San Nicolás, c’est-à-dire en plein centre de la cité, à 600 mètres à peine de la Casa Rosada et de la Plaza de Mayo. Il occupe un pâté de maisons ou manzana, bordé par la Calle Bouchard (à l'ouest), l'Avenida Eduardo Madero (à l'est), la Calle Lavalle (au nord) et l'Avenida Corrientes (au Sud).

## Histoire
Cette salle a été témoin de divers évènements importants au XXe siècle, et parmi eux des évènements politiques, religieux, artistiques, sportifs et sociaux.  
Elle vit défiler des sportifs de tout haut niveau, les meilleurs dans leur discipline. Jusqu'il y a quelques années le sport était la principale activité, mais actuellement il est aussi utilisé pour la présentation de spectacles ou de certains évènements sociaux (par exemple, présentation du Cirque de Moscou, récitals de divers types de musique, Ricardo Arjona, Holiday on Ice et même la fête de mariage du footballeur Diego Maradona).

## Métro
Tout près du Luna Park se trouve la station Leandro N. Alem de la ligne  et la station Correo Central de la ligne .